# Rebecq Ladies Trophy
Il Rebecq Ladies Trophy è un torneo professionistico di tennis giocato su campi in terra rossa. Fa parte dell'ITF Women's Circuit. Si gioca annualmente a Rebecq in Belgio.

## Albo d'oro

### Singolare
| Anno | Campionessa       | Finalista          | Punteggio |
| ---- | ----------------- | ------------------ | --------- |
| 2011 | Constance Sibille | Martina Gledacheva | 6–3, 6–1  |
| 2012 | Kirsten Flipkens  | Myrtille Georges   | 6–2, 6–1  |

### Doppio
| Anno | Campionesse                       | Finaliste                         | Punteggio |
| ---- | --------------------------------- | --------------------------------- | --------- |
| 2011 | Kim Kilsdonk Nicolette van Uitert | Marie Benoît Kimberley Zimmermann | 6–2, 6–2  |
| 2012 | Diana Buzean Daniëlle Harmsen     | Lesley Kerkhove Marina Mel'nikova | 6–4, 6–2  |